# Julius Susan

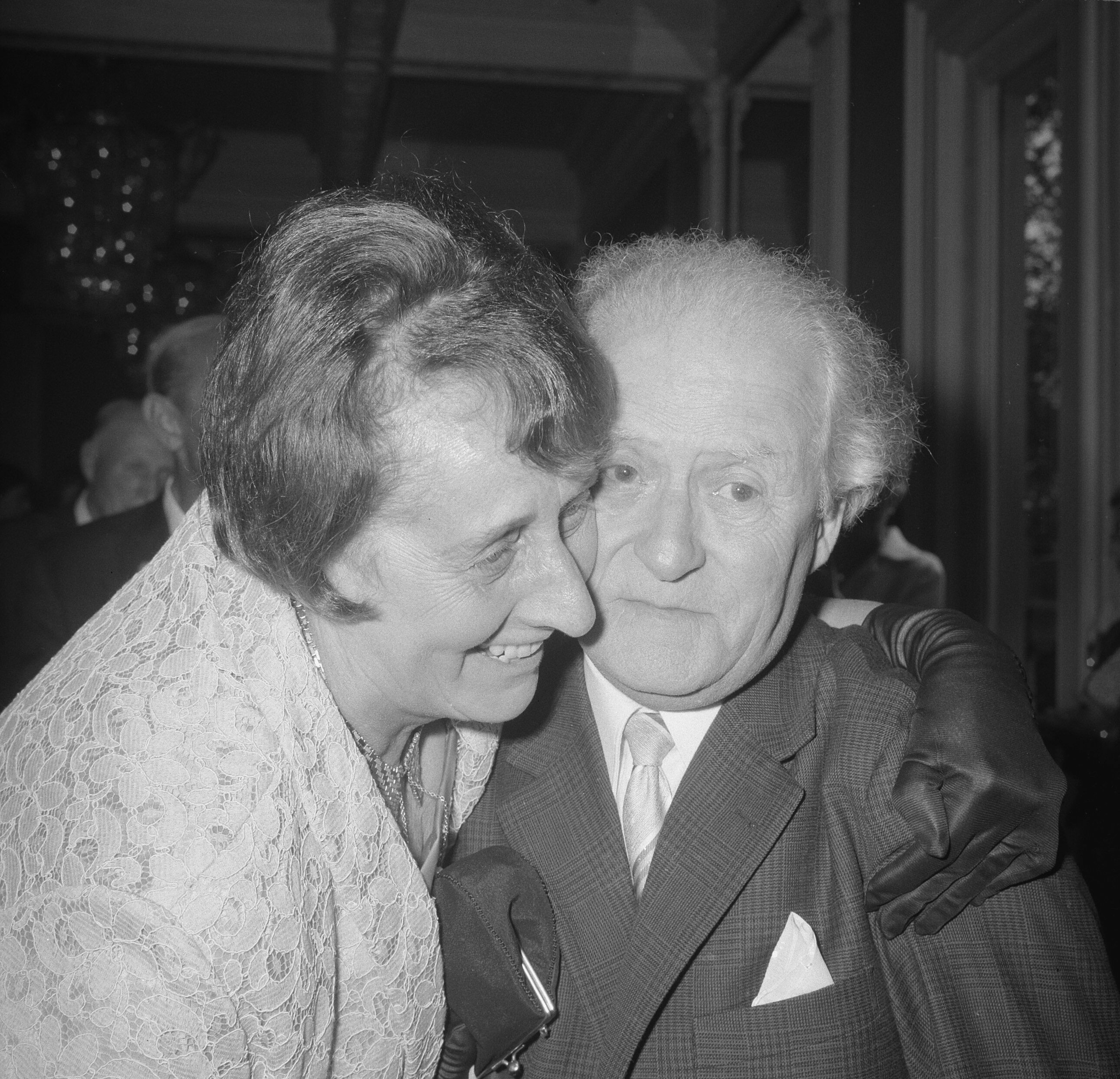
Julius Susan en Willy Luers (1966)

Julius Susan (Amsterdam, 6 augustus 1891 - aldaar, 18 mei 1988) was een Nederlands zanger, pianist en componist, maar vooral dirigent/componist van operettes en comedie-opera's.

## Leven
Hij was zoon van koopman/handelsreiziger Mozes Abraham Susan, zoon van een rabbijn en Carolina Friede, dochter van voorzanger Scholem Friede. Hijzelf trouwde als kapelmeester in 1926 met zangeres Willy Luers, nadat zijn eerste vrouw Stephina van Schaik was overleden. Dochter Carole Susan uit het eerste huwelijks werd chansonnière. Susan en Luers werden beiden gecremeerd; van Luers werd de as over zee uitgestrooid. Het echtpaar woonde de laatste jaren aan de Rijnstraat, Amsterdam-Zuid.
Hij was er al jong bij. Al vanaf zijn vijfde levensjaar zat hij achter de piano. Rond 1908 stond hij echter in het bevolkingsregister geregistreerd als schilder; zijn archiefkaart vermeldt bovendien boetseerder. Hij kreeg zanglessen van Johan Schmier, pianolessen van Jean-Baptiste de Pauw, orkestdirectie van Cornelis van der Linden en compositieleer van Bernard Zweers. Onderricht vond al dan niet plaats aan het Conservatorium van Amsterdam. In 1908 was er nog een studie in Engeland. Zijn loopbaan nam een aanvang als begeleider van Nederlandse en Italiaanse zangers. Hij schreef in die beginjaren (koor)liederen. Zo werd het Julianalied gedrukt op tekst van diezelfde Schmier. Ook Je maintiendrai is van zijn hand; hij kreeg er in 1909 een bedankje van koningin Wilhelmina der Nederlanden voor. Het werk was in 1910 uitgebreid te horen via het beiaard in Arnhem. Ondertussen begeleidde hij  het dubbel mannenkwartet Crescendo van Schmier. Hij werd in dat jaar ook dirigent van het zangensemble G.A. Heinze dubbelkwartet. Als dank schonk diens weduwe nog twee composities aan het gezelschap. Tijdens de Eerste Wereldoorlog leerde hij zijn tweede vrouw kennen, zangeres bij De Nederlandse Opera, alwaar hij sinds 1914 repetitor en tweede dirigent was. Daarna volgden Max Gabriël’s Operettegezelschap met voorstellingen in het Rembrandttheater en Carré in de jaren twintig het dirigentschap van operettegezelschap Die Haghezanghers met uitvoeringen in het Paleis voor Volksvlijt in Amsterdam onder regie van Louis Bouwmeester jr.. Er volgde nog een operettegezelschap Casino, maar in het volgend decennium was hij verbonden aan het operettegezelschap Van Aerschot & Boskamp. Na Tweede Wereldoorlog was hij langdurig dirigent bij de Hoofdstadoperette met bijvoorbeeld uitvoering van Wiener Blut. Er volgde in 1951 de Harden-Susan-Operette onder leiding van Paul Harden.
De uit nood geschreven operette De walskoningin uit 1930 en op een libretto van Hans Nesna over een beursmakelaar (!) is van zijn hand. In 1958 bracht hij het boekwerkje Eenvoudige muziekleer uit.

## Eerbetoon
Julius Susan was sinds 1966 ridder in de Orde van Oranje-Nassau voor zijn 75ste verjaardag en 60 jaar artiest. Wethouder Wim Polak spelde hem in Carré de versierselen op. In 1971 werd hij geëerd met een Gouden Harp; hij werd toen omschreven door Trouw (en andere dagbladen) als “nestor van de Nederlandse amusementsmusici”. Andere bijnamen waren "Lopende Noot" en "Julius Caesar van Carré".